# Manali
Manali là một thị xã của quận Thiruvallur thuộc bang Himachal Pradesh, Ấn Độ.

## Địa lý
Manali có vị trí 10°35′B 79°39′Đ / 10,58°B 79,65°Đ Nó có độ cao trung bình là 3 mét (9 feet).

## Nhân khẩu
Theo điều tra dân số năm 2001 của Ấn Độ, Manali có dân số 28.174 người. Phái nam chiếm 53% tổng số dân và phái nữ chiếm 47%. Manali có tỷ lệ 72% biết đọc biết viết, cao hơn tỷ lệ trung bình toàn quốc là 59,5%: tỷ lệ cho phái nam là 75%, và tỷ lệ cho phái nữ là 67%. Tại Manali, 13% dân số nhỏ hơn 6 tuổi.